# Општина Неграши (Арђеш)
Неграши (рум. Negraşi) општина је у Румунији у округу Арђеш.
Oпштина се налази на надморској висини од 188 m.